# Juegos Panamericanos de 1955
Los II Juegos Panamericanos se inauguraron el 12 de marzo en el Estadio Universitario (hoy en día llamado Estadio Olímpico Universitario) de la Ciudad de México frente a una asistencia pública de más de 100 000 espectadores.
Un total de 2.583 atletas de 22 naciones participaron en el desfile inaugural. Las naciones participantes desfilaron en orden alfabético así: Argentina, Antillas Neerlandesas, Bahamas, Brasil, Canadá, Colombia, Costa Rica, Cuba, Chile, El Salvador, Estados Unidos, Guatemala, Haití, Jamaica, Panamá, Paraguay, Puerto Rico, República Dominicana, Trinidad y Tobago, Uruguay, Venezuela y México.
El sol canicular, combinado con la altitud de Ciudad de México hizo desmayar a dos miembros de la delegación estadounidense. Ambos se recuperaron rápidamente.

## Eventos
- Atletismo
- Baloncesto
- Boxeo
- Ciclismo
- Saltos
- Fútbol
- Nado Sincronizado
- Voleibol

## Medallero
País anfitrión sombreado.
| Núm.  | País                  | Oro | Plata | Bronce | Total |
| ----- | --------------------- | --- | ----- | ------ | ----- |
| 1     | Estados Unidos        | 81  | 58    | 38     | 177   |
| 2     | Argentina             | 27  | 33    | 20     | 80    |
| 3     | México                | 17  | 11    | 30     | 58    |
| 4     | Chile                 | 4   | 8     | 13     | 25    |
| 5     | Canadá                | 4   | 4     | 3      | 11    |
| 6     | Venezuela             | 2   | 5     | 11     | 18    |
| 7     | Brasil                | 2   | 3     | 13     | 18    |
| 8     | Colombia              | 2   | 3     | 1      | 6     |
| 9     | Cuba                  | 1   | 6     | 6      | 13    |
| 10    | Panamá                | 1   | 1     | 0      | 2     |
| 11    | Guatemala             | 1   | 0     | 1      | 2     |
| 11    | República Dominicana  | 1   | 0     | 1      | 2     |
| 13    | Uruguay               | 0   | 6     | 3      | 9     |
| 14    | Puerto Rico           | 0   | 2     | 2      | 4     |
| 15    | Jamaica               | 0   | 2     | 1      | 3     |
| 16    | Antillas Neerlandesas | 0   | 1     | 3      | 4     |
| 17    | Trinidad y Tobago     | 0   | 1     | 1      | 2     |
| Total | Total                 | 143 | 143   | 147    | 433   |